# ナショナル・ボード・オブ・レビュー賞 (2012年)
84th NBR Awards
作品賞: 
『ゼロ・ダーク・サーティ』
第84回ナショナル・ボード・オブ・レビュー賞は、2012年の映画に対して贈られる映画賞であり、2012年12月5日に発表された。

## 作品トップ10
作品賞受賞作以外はアルファベット順
- 『ゼロ・ダーク・サーティ』
- 『アルゴ』
- 『ハッシュパピー 〜バスタブ島の少女〜』
- 『ジャンゴ 繋がれざる者』
- 『リンカーン』
- 『LOOPER/ルーパー』
- 『レ・ミゼラブル』
- 『ウォールフラワー』
- 『プロミスト・ランド』
- 『世界にひとつのプレイブック』

## 外国映画トップ5
アルファベット順
- 『東ベルリンから来た女』
- 『最強のふたり』
- 『少年と自転車』
- 『NO』
- 『魔女と呼ばれた少女』

## ドキュメンタリートップ5
アルファベット順
- 『アイ・ウェイウェイは謝らない（英語版）』
- Detropia
- The Gatekeepers
- The Invisible War
- Only the Young

## インディペンデント映画トップ10
アルファベット順
- 『キング・オブ・マンハッタン 危険な賭け』
- 『バーニー/みんなが愛した殺人者』
- 『コンプライアンス 服従の心理』
- 『エンド・オブ・ウォッチ』
- Hello I Must Be Going
- Little Birds
- 『ムーンライズ・キングダム』
- 『オン・ザ・ロード』
- 『カルテット! 人生のオペラハウス』
- Sleepwalk with Me

## 受賞
- 作品賞:
  - 『ゼロ・ダーク・サーティ』

- 監督賞:
  - キャスリン・ビグロー - 『ゼロ・ダーク・サーティ』

- 男優賞:
  - ブラッドリー・クーパー - 『世界にひとつのプレイブック』

- 女優賞:
  - ジェシカ・チャステイン - 『ゼロ・ダーク・サーティ』

- 助演男優賞:
  - レオナルド・ディカプリオ - 『ジャンゴ 繋がれざる者』

- 助演女優賞:
  - アン・ダウド - 『コンプライアンス 服従の心理』

- 外国映画賞:
  - 『愛、アムール』

- ドキュメンタリー映画賞:
  - 『シュガーマン 奇跡に愛された男』

- アニメ映画賞:
  - 『シュガー・ラッシュ』

- アンサンブル・キャスト賞:
  - 『レ・ミゼラブル』

- ブレイクスルー男優賞:
  - トム・ホランド - 『インポッシブル』

- ブレイクスルー女優賞:
  - クヮヴェンジャネ・ウォレス - 『ハッシュパピー 〜バスタブ島の少女〜』

- スポットライト賞:
  - ジョン・グッドマン - 『アルゴ』、『フライト』、『パラノーマン ブライス・ホローの謎』、『人生の特等席』

- 新人監督スポットライト賞:
  - ベン・ザイトリン - 『ハッシュパピー 〜バスタブ島の少女〜』

- オリジナル脚本賞:
  - ライアン・ジョンソン - 『LOOPER/ルーパー』

- 脚色賞:
  - デヴィッド・O・ラッセル - 『世界にひとつのプレイブック』

- 特別映画製作業績賞:
  - ベン・アフレック  - 『アルゴ』

- 表現の自由賞:
  - 『プロミスト・ランド』
  - The Central Park Five